# Nadejda Repina
Pour les articles homonymes, voir Repina.
Nadejda Vassilievna Repina (Наде́жда Васи́льевна Ре́пина), née le 7 octobre 1809 et morte le 2 décembre 1867, est une actrice et artiste lyrique soprano russe.

## Biographie
Née dans une famille d'artistes, elle est l'élève puis l'épouse du dramaturge et compositeur Alexeï Verstovski qui rédige et compose des œuvres pour
elle.

## Extrait du répertoire
- Macha dans Ivan Soussanine, opéra de Catterino Cavos
- Zerlina dans Don Giovanni, opéra de Mozart
- Angèle dans Le Domino noir opéra comique de Daniel Auber
- Youlia dans Pan Tvardovsky, opéra d'Alexeï Verstovski
- Suzanne dans Le Mariage de Figaro, pièce de Beaumarchais
- Ophelia dans Hamlet, pièce de William Shakespeare
- Louise dans Cabale et Amour, pièce de Friedrich Schiller
- Nadejda dans La Tombe d'Askold, opéra d'Alexeï Verstovski
- Sofia dans Le Malheur d'avoir trop d'esprit, pièce d'Alexandre Griboïedov
- Liza dans Lev Gouritch Sinitchkine (Лев Гурыч Синичкин), pièce de Dmitry Lensky (d'après Le Père de la débutante de Jean-François Bayard et Emmanuel Théaulon[1]